# 古特提斯洋

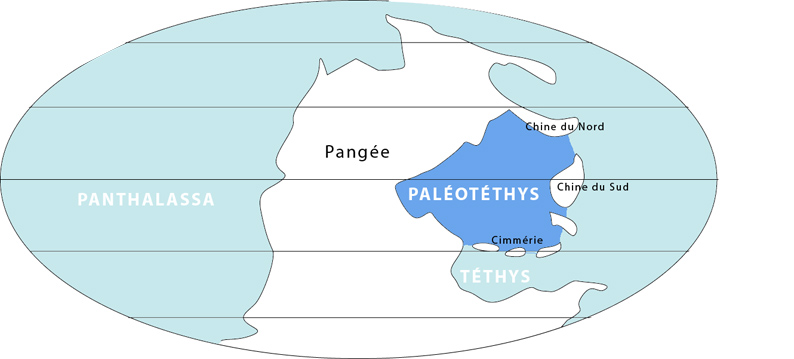
2.8億年前的地球，深藍色部分為古特提斯洋，其下方為特提斯洋

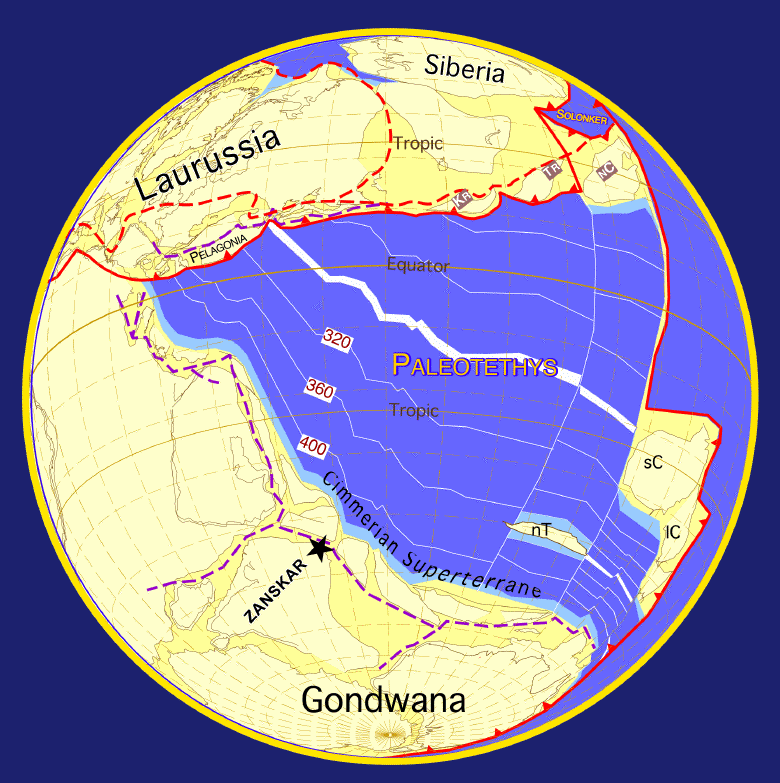
2.9億年前的地球，時當二疊紀早期，辛梅利亞大陸尚未分裂

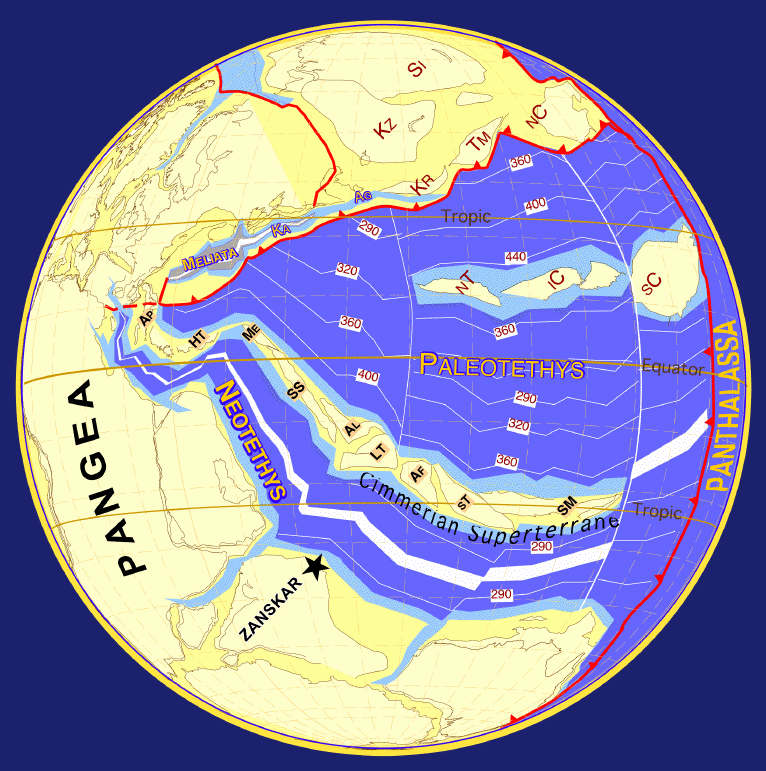
2.49億年前的地球，大約二疊紀與三疊紀之間，辛梅利亞大陸分裂自盤古大陸南部，特提斯洋形成

古特提斯洋（Paleo-Tethys Ocean）是個史前海洋，存在於古生代到三疊紀，位於匈奴地體與岡瓦那大陸之間，位置相當於現今的印度洋與南亞地區。
在奧陶紀晚期，匈奴地體分裂成為歐匈地體及亞匈地體，並自岡瓦那大陸分離，古特提斯洋開始形成。阿瓦隆尼亞大陸也自岡瓦那大陸分離，形成瑞亞克洋。
在志留紀晚期，華北陸塊、華南陸塊自岡瓦納大陸分離，使得原特提斯洋開始縮小，古特提斯洋更為擴張。
泥盆紀，匈奴地體南方出現隱沒帶，古特提斯洋的海洋地殼開始隱沒。岡瓦那大陸往北移動。
在石炭紀晚期，華北陸塊與西伯利亞-哈薩克大陸碰撞，原特提斯洋閉合、消失。歐美大陸與歐匈地體開始碰撞，產生阿利根尼造山運動與華力西造山運動，瑞亞克洋逐漸消失，古特提斯洋西半部開始閉合。
在二疊紀晚期，辛梅利亞大陸（土耳其、伊朗、西藏、印度支那）自盤古大陸南部分裂。辛梅利亞大陸與盤古大陸東南部之間形成新的海洋，名為特提斯洋。
在三疊紀，因為辛梅利亞大陸的北移，古特提斯洋成為狹窄的海道。在侏羅紀早期，古特提斯洋閉合，其海洋地殼侵入至辛梅利亞板塊下方。黑海被認為具有古特提斯洋的海洋地殼殘餘部份。

### 外部連結
- 晚石炭紀的古特提斯洋(圖片) （页面存档备份，存于）
- 地球的歷史
  - 原特提斯洋、古特提斯洋的圖片(泥炭紀)